# Charles Ramond
Charles Ramond, né le 24 août 1957 à Paris, est un philosophe français, spécialiste de philosophie moderne et contemporaine, en particulier de Spinoza et Derrida, et un professeur d'université.

## Biographie
Charles Ramond a étudié à Paris aux lycées Montaigne et Louis-Le-Grand, ainsi qu'au Conservatoire national supérieur de musique (1967-1975). Il détient deux licences, en lettres modernes (1978) et en philosophie (1979), ainsi qu'une maîtrise (1980) et un DEA de philosophie (1982). Il est normalien (1979) et agrégé de philosophie (1983). Il a soutenu à Paris-IV une thèse de doctorat dirigée par Claude Bruaire, puis, après le décès de ce dernier, par Jean-Marie Beyssade (1992).
Il enseigne la philosophie aux lycées Jeanne-d’Arc à Rouen (1984-1985) et Jean-Prévost à Montivilliers (1985-1994). Il est ensuite maître de conférences à Bordeaux-III (1994-1997), puis professeur des Universités à Bordeaux-III (1997-2010) et Paris-VIII (depuis 2010).

## Conceptions philosophiques
Charles Ramond définit « la philosophie comme "résolution de problèmes théoriques par les moyens du langage ordinaire" », précisant ainsi cette définition : « l'outil de la philosophie est à mes yeux le langage ordinaire, je veux dire par là le langage que nous utilisons tous les jours dans nos conversations courantes ; un langage qui mobilise toutes les subtilités de la rhétorique (allusions, double sens, ironie, mensonge, humour, poésie, parfois méchanceté et même brutalité). C’est pour cela que je m’inscris dans la tradition des philosophes maîtres de l’art d’écrire, de Platon à Derrida, en passant par Rousseau et Nietzsche ».
Il a « connu personnellement Derrida », mais « de loin », d'abord lorsqu'il étudiait à l'École normale supérieure, où il a reçu son enseignement, et « de temps à autre, comme organisateur de conférences », sans pour autant « pouvoir [s]'autoriser d'une réelle familiarité ». Les travaux de Charles Ramond, par leur attention soutenue au langage et à sa musicalité, portent la marque de Derrida, mais aussi de la formation musicale de l'auteur : « je suis plutôt musicien que peintre ; l'oreille plutôt que l'œil, l'entendement plutôt que l'intuition ». Il explique que son intérêt pour la dimension philosophique du langage ordinaire et de la chanson populaire, et pour des auteurs contemporains comme Michel Foucault, Gilles Deleuze, René Girard, Alain Badiou, Jacques Rancière et Stanley Cavell, lui vient de sa sensibilité « à la variété des styles et des discours de la philosophie », ajoutant n'avoir « jamais considéré que la philosophie était une pure affaire de logique et d'argumentation ». Il affirme ainsi qu'« on peut parfaitement raisonner sur et avec les termes les plus ordinaires : on peut faire des syllogismes impeccables en parlant de chats ou de marmites », car « il n’y a pas de degrés de conceptualité ». Une telle conception de la philosophie ne sacrifie en rien rigueur, clarté et précision, car « ce "langage ordinaire" doit être mis, pour qui veut philosopher, au service de la résolution de problèmes théoriques ». Charles Ramond soutient que tout problème, théorique ou pratique, demande assurément « de la réflexion, donc de la théorie, pour être résolu. Mais certains problèmes sont uniquement théoriques, c’est-à-dire qu'ils ne peuvent être résolus par aucun autre moyen que par la réflexion ». D'où la nécessité de maîtriser aussi bien la réflexion philosophique elle-même que les ressources du langage qui la rendent opérante – non seulement la logique et les concepts, mais également les figures de style ou la rhétorique, afin d'accéder à toutes les subtilités de la pensée.

## Publications
La liste qui suit ne retient que les principales publications de l'auteur. Les articles repris dans les livres ne sont pas mentionnés.

### Livres et collectifs
- Charles Ramond, Introduction à Spinoza, Paris, La Découverte, coll. « Repères », 2023, 128 p.
- Charles Ramond, Vingt-quatre études de philosophie du langage ordinaire, Limoges, Lambert Lucas, 2022, 472 p.
- Charles Ramond, Jacques Rancière. L'égalité des intelligences, Paris, Belin, 2019, 208 p.
- Charles Ramond, Derrida. Une philosophie de l'écriture, Paris, Ellipses, coll. « Aimer les philosophes », 2018, 220 p.
- Charles Ramond et Jeanne Proust, Sentiment d’injustice et chanson populaire, Sampzon, Delatour France, 2017, 254 p.
- Charles Ramond, Spinoza contemporain. Philosophie, éthique, politique, préface de Alain Séguy-Duclot, Paris, L'Harmattan, coll. « La philosophie en commun », 2016, 491 p.
- Charles Ramond, Dictionnaire Derrida, Paris, Ellipses, 2016, 254 p.
- Charles Ramond (coord.), René Girard politique, Cités, no 53, 2013.
- Charles Ramond, Descartes. Promesses et paradoxes, Paris, Vrin, coll. « Moments Philosophiques », 2011, 158 p.
- Charles Ramond (éd.), Spinoza. Nature, naturalisme, naturation, Bordeaux, Presses universitaires de Bordeaux, 2011, 128 p.
- Charles Ramond (coord.), René Girard. La théorie mimétique : de l'apprentissage à l'apocalypse, Paris, PUF, coll. « Débats philosophiques », 2010, 221 p.
- Charles Ramond (coord.), Deleuze politique, Cités, no 40, 2009.
- Charles Ramond (coord.), Derrida. La déconstruction, Paris, PUF, coll. « Débats philosophiques », 2008, 176 p.
- Charles Ramond (coord.), Derrida politique, Cités, no 30, mai 2007.
- Charles Ramond, Dictionnaire Spinoza, Paris, Ellipses, 2007, 187 p.
- Charles Ramond et Pierre-François Moreau (éd.), Lectures de Spinoza, Paris, Ellipses, 2006, 304 p.
- Charles Ramond, Le Vocabulaire de René Girard, Paris, Ellipses, 2005, 80 p.
- Charles Ramond, Le Vocabulaire de Derrida, Paris, Ellipses, 2001, 71 p.
- Charles Ramond, Le Vocabulaire de Spinoza, Paris, Ellipses, 1999, 62 p.
- Charles Ramond, Spinoza et la pensée moderne. Constitutions de l'objectivité, préface de Pierre-François Moreau, Paris, L'Harmattan, coll. « La philosophie en commun », 1998, 384 p.
- Charles Ramond (éd.), Kant et la pensée moderne. Alternatives critiques, Bordeaux, Presses universitaires de Bordeaux, 1996, 167 p.
- Charles Ramond, Qualité et quantité dans la philosophie de Spinoza, Paris, PUF, coll. « Philosophie d'aujourd’hui », 1995, 332 p.

### Articles
- Charles Ramond, « Bio-politique ou zooanthropolitique ? Derrida lecteur de Foucault dans La bête et le souverain », Malice, le Magazine des littératures et des cultures à l'ère du numérique, CIELAM, Université Aix-Marseille, no 13, 2022.
- Charles Ramond, « Spinoza dans la modernité. Du règne de la quantité à la refondation immanente de la démocratie », Veritas, Revista de Filosofia da PUCRS, Porto Alegre (Brésil), vol. 66, no 1, 2021, p. 11-13.
- Charles Ramond, « Job, Meursault, Clamence. Les guillemets de l’innocence et de la culpabilité », Carnets, Revue électronique d’études françaises, Université de Minho (Portugal), deuxième série, no 12, 2018.
- Charles Ramond, « Michel Foucault. La nouveauté comme différance de la philosophie », Quaderni, no 90, printemps 2016, p. 67-79.
- Charles Ramond, « Derrida – Artaud. Échos et forçages », Les Temps modernes, janvier-avril 2016, no 687-688, p. 207-227.
- Charles Ramond, « Le Traité politique de Spinoza. Vers une démocratie sans valeurs ? », Revue de théologie et de philosophie, vol. 147, 2015, p. 133-147.
- Charles Ramond, « Un sentiment moral à l’épreuve de l’artialisation : sentiment d’injustice et chanson populaire », Nouvelle Revue d'esthétique, 2014, vol. 2, no 14, p. 47-56.
- Charles Ramond, « Derrida. Éléments d'un lexique politique », Cités, no 30, mai 2007, p. 143-151.
- Charles Ramond, « Matérialisme et hantologie – Derrida, Spectres de Marx », Cités, no 30, mai 2007, p. 53-63.
- Charles Ramond, « Hommage à Jacques Derrida – ce qui nous revient », Cités, no 30, mai 2007, p. 83-99.
- Charles Ramond, « Spinoza : vie, immortalité, éternité. Pour une "immortalité vulgaire" », Kairos, no 28, 2006.
- Charles Ramond, « Un seul accomplissement (hypothèses sur Éthique V 39) », dans Jean-Christophe Goddard (éd.), Le corps, Paris, Vrin, coll. « Théma », 2005, p. 121-143.
- Charles Ramond, « Impuissance relative et puissance absolue de la raison chez Spinoza », dans Christian Lazzeri (coord.), Spinoza. Puissance et impuissance de la raison, Paris, PUF, coll. « Débats philosophiques », 1999, p. 63-92.
- Charles Ramond, « La question de l'origine chez Spinoza », Les Études philosophiques, no 4, 1987, p. 439-461.
- Charles Ramond, « La question de l’homme chez Spinoza », Revue sénégalaise de philosophie, no 3, 1983, p. 109-118.